# Chung-guyŏk
Chung-guyŏk (dt. Innenstadtbezirk) ist einer der 18 Stadtbezirke Pjöngjangs, der Hauptstadt Nordkoreas. Der Bezirk befindet sich im Zentrum der Stadt zwischen dem Pot'ong-gang und dem Taedong-gang und grenzt im Norden an den Bezirk Moranbong-guyŏk, im Nordwesten an Pot’onggang-guyŏk und im Süden an P’yŏngch’ŏn-guyŏk. Die Inseln Rungna und Yanggak im Taedong-gang sind ebenfalls Chung-guyŏk zugehörig.

## Wirtschaft und Verkehr
Der Bezirk gilt als Zentrum der nordkoreanischen Wirtschaft. Die Chollima-Straße führt als eine Hauptverkehrsstraße von Ost-Pjöngjang über den Bezirk P'yŏngch'ŏn-guyŏk nach Chung-guyok. Innerhalb des Bezirks ist die Sungri-Straße eine der wichtigsten Nord-Süd-Verbindungen und zugleich repräsentativer Hauptverkehrsweg.
Eine starke Unternehmensdichte konzentriert sich besonders um die Changgwang-Straße. Die Chŏllima-Linie der Metro Pjöngjang fährt innerhalb des Chung-guyŏks und hält dort an den Stationen Yŏnggwang, Ponghwa und Sŭngni. In der Sosong-Straße befindet sich der Hauptbahnhof. Air Koryo betreibt ein Büro in der Verwaltungseinheit Tongsŏng-dong.
Mit dem südlich des Taedong-gang gelegenen Stadtteils ist der Bezirk durch fünf Straßenbrücken, die Yanggak-Brücke, die Taedong-Brücke, die Okryu-Brücke, die Rungna-Brücke und die Chongnyu-Brücke verbunden.

## Bauwerke und Einrichtungen

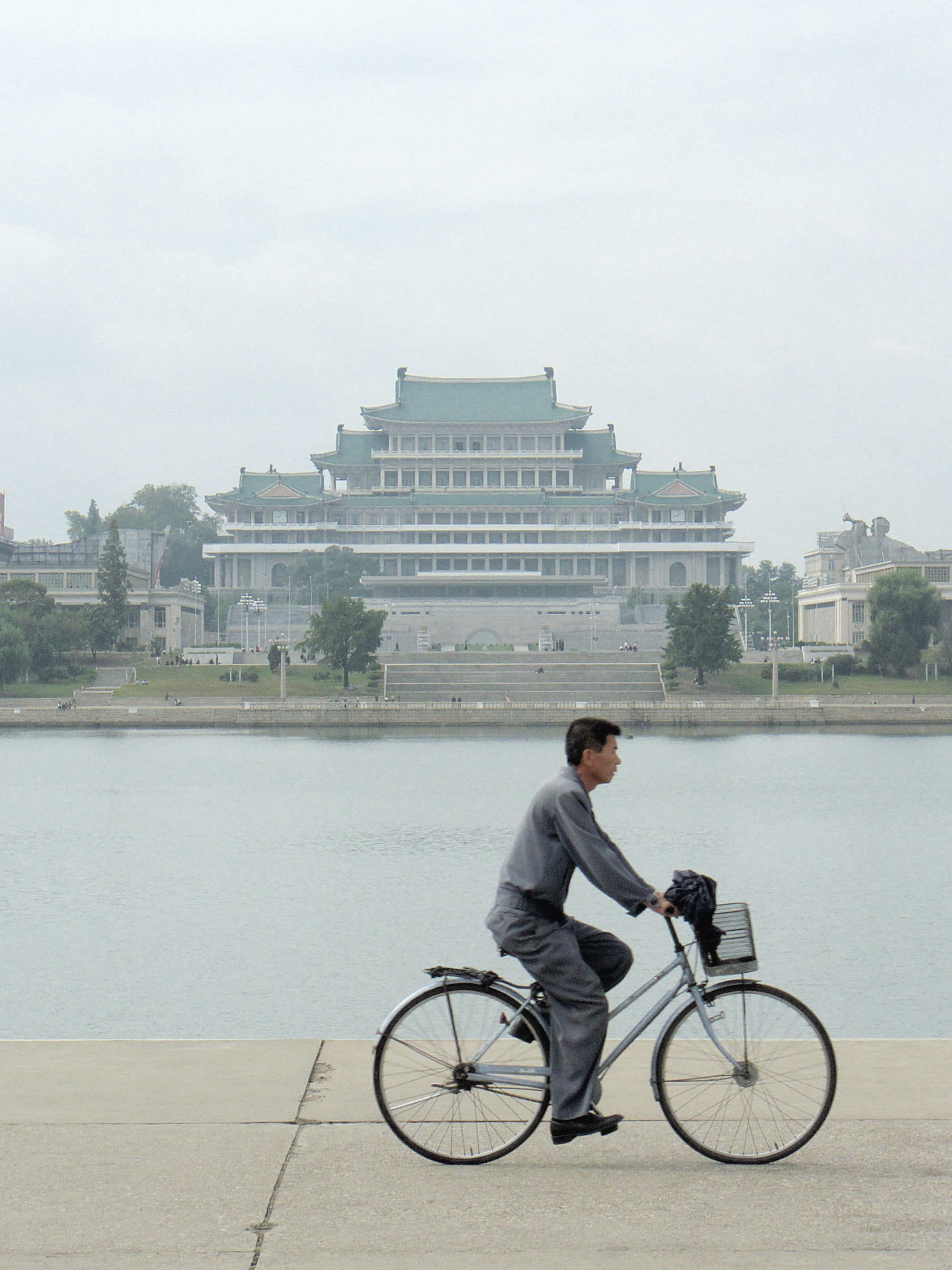
Der Kim-Il-sung-Platz mit der Großen Studienhalle des Volkes

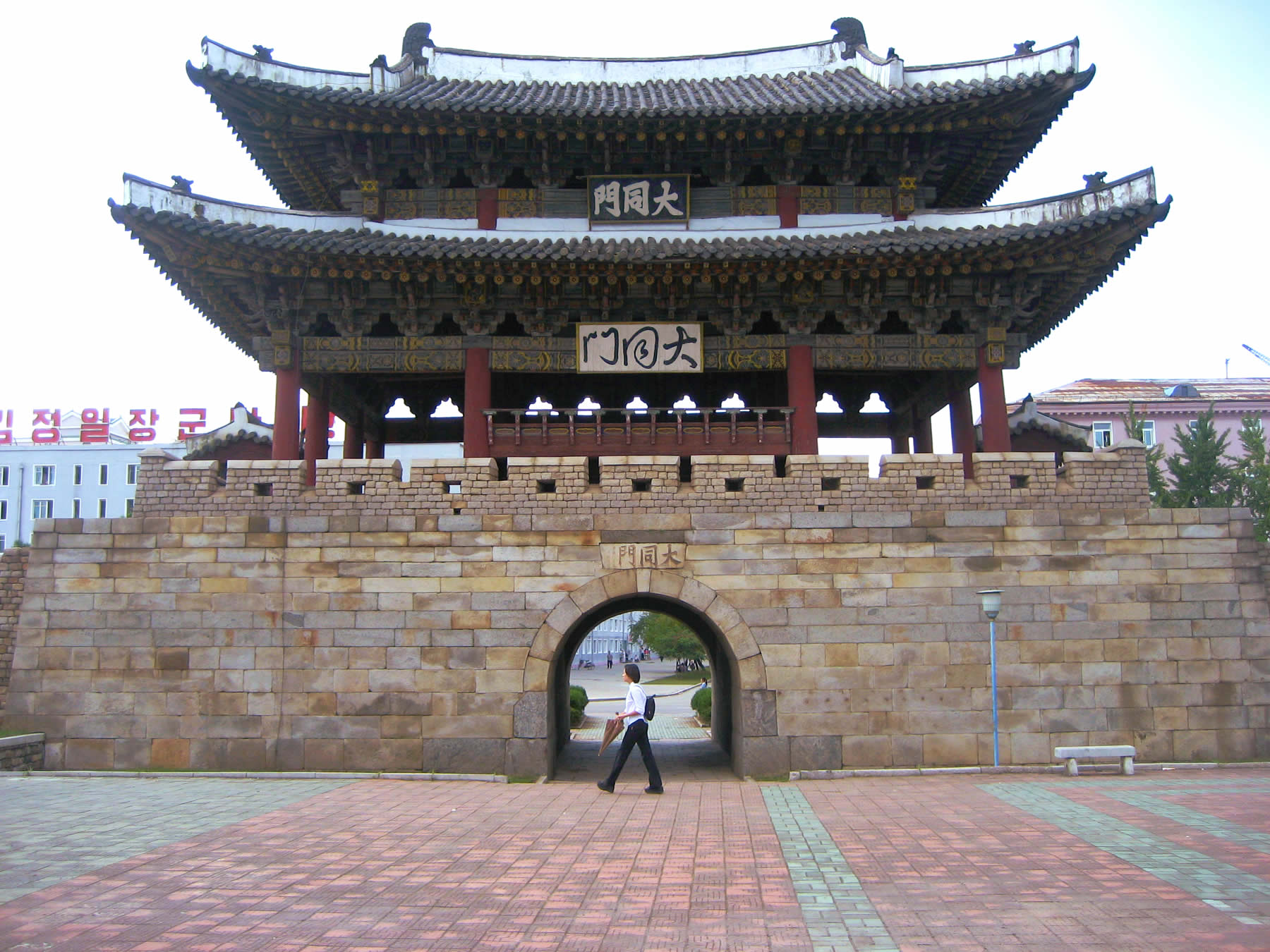
Das Taedong-Tor im gleichnamigen Ortsteil

In Chung-guyŏk befinden sich mehrere Ministerien und Behörden der nordkoreanischen Regierung sowie der Hauptsitz der Partei der Arbeit Koreas. Am Ufer des Taedong-gang liegt der Kim-Il-sung-Platz mit der Großen Studienhalle des Volkes, dem Außenministerium, der Zentrale der Partei der Arbeit Koreas und dem Historischen Museum, sowie Kabinettssekretariat, dem Außenhandelsministerium und der Koreanischen Kunstgalerie.
Chung-guyŏk bildete einst das historische Stadtzentrum Pjöngjangs, wurde jedoch durch US-amerikanische Bombenangriffe während des Koreakriegs vollständig zerstört. Heute existieren lediglich noch wenige Überreste der Vorkriegszeit. Zu den weiteren bedeutenden Gebäuden und Einrichtungen zählen das Museum der Parteigründung, das Koryŏ Hot’el, das Taedonggang Hotel und Yŏnggwang Hot’el, das Pjöngjang First Department, das Briefmarkenmuseum Koreas und das Taedongmun-Kino.
Auf der Insel Rungna befindet sich das Stadion Erster Mai, das mit einer Kapazität von 150.000 Zuschauern das größte Stadion der Welt darstellt. Im Ortsteil Mansu-dong liegen auf dem Mansu-Hügel das Großmonument Mansudae zu Ehren des revolutionären Kampfes des nordkoreanischen Volkes unter Kim Il-sung und direkt dahinter das Koreanische Revolutionsmuseum. Zu den Sehenswürdigkeiten zählen zudem der Mansudae Brunnenpark mit verschiedenen Springbrunnen und Steinskulpturen. Gegenüber dem Hauptbahnhof befindet sich das Eisenbahnmuseum Pjöngjang.
Am Ufer des Taedong-gang in der Otan-Kangan-Straße liegt die Technische Universität Kim Ch’aek.
Die Zentralbank der Demokratischen Volksrepublik Korea hat hier ihren Hauptsitz.

### Nationalschätze
In Chung-guyŏk befinden sich sieben der Nationalschätze Nordkoreas
- Pjöngjang-Festung (Chung-guyŏk/P’yŏngch’ŏn-guyŏk, Nationalschatz #1)
- Pothong-Tor (Potongmun-don, Nationalschatz #3)
- Taedong-Tor (Taedongmun-dong, Nationalschatz #4)
- Sungin-Tempel (Jongro-dong, Nationalschatz #5)
- Ahnenschrein Sungryong (Jongro-dong, Nationalschatz #6)
- Ryongwang-Pavillon (Taedongmun-dong, Nationalschatz #16)
- Glocke von Pjöngjang (Taedongmun-dong, Nationalschatz #23)

## Naturdenkmale
Die Berg-Kirschbäume und Mandschurische Tannen auf der Insel Rungna sind unter den Naturdenkmalen Nordkoreas mit der Sortierungsnummer 1 aufgeführt.

## Verwaltungseinheiten
Chung-guyŏk ist in 19 Verwaltungseinheiten, sogenannte Dongs, eingeteilt.
|                 | Chosŏn'gŭl | Hancha   | Anmerkungen |
| --------------- | ---------- | -------- | --- |
| Changgwang-dong | 창광동     | 蒼光洞   | |
| Chungsong-dong  | 중성동     | 中城洞   | |
| Haebangsan-dong | 해방산동   | 解放山洞 | |
| Jongro-dong     | 종로동     | 鍾路洞   | Standort des Jangdae-Hügels und Kaufhaus Nr. 1 |
| Kyogu-dong      | 교구동     | 橋口洞   | Standort der Technischen Universität Kim Ch’aek |
| Kyongrim-dong   | 경림동     | 敬臨洞   | |
| Kyongsang-dong  | 경상동     | 慶上洞   | |
| Mansu-dong      | 만수동     | 萬壽洞   | |
| Oesong-dong     | 외성동     | 外城洞   | |
| Otan-dong       | 오탄동     | 烏灘洞   | |
| Potongmun-dong  | 보통문동   | 普通門洞 | |
| Ryonhwa-dong    | 련화동     | 蓮花洞   | Deutsch: Lotusblüte |
| Ryusong-dong    | 류성동     | 柳城洞   | Der Name bedeutet übersetzt Weidenstadt, was sich auf die ehemals zahlreich in der Stadt gewachsenen Weiden bezieht. Standort des Eisenbahnmuseums Pjöngjang. |
| Sochang-dong    | 서창동     | 西蒼洞   | |
| Somun-dong      | 서문동     | 西門洞   | |
| Taedongmun-dong | 대동문동   | 大同門洞 | Standort der Glocke von Pjöngjang und des Taedongmun-Kino |
| Tongan-dong     | 동안동     | 東岸洞   | Tongan bedeutet „Ostufer“ und bezieht sich auf die Lage am Taedong-gang.                                                                                      |
| Tonghung-dong   | 동흥동     | 東興洞   | Standort des Briefmarkenmuseums Koreas, des Koryŏ Hot’el und dem Yŏnggwang Hot’el                                                                             |
| Tongsong-dong   | 동성동     | 東城洞   | |
| Yokjon-dong     | 역전동     | 驛前洞   | |